# Nigula raba
Nigula raba är ett träsk i sydvästra Estland. Det ligger på gränsen mellan Saarde och Häädemeeste kommun i landskapet Pärnumaa, 160 km söder om huvudstaden Tallinn. Den avvattnas av åarna Lemmejõgi, Häädemeeste jõgi, Rannametsa jõgi och Ura jõgi. Den ingår i Nigula naturreservat.